# 큰꿩의비름
큰꿩의비름(학명: Hylotelephium spectabile)은 돌나물과 꿩의비름속에 속하는 다년초로, 한방에서 뿌리를 제외한 식물 전체를 약으로 쓰는 약초이다.